# Batman: The Killing Joke (film)
Pour les articles homonymes, voir Killing Joke (homonymie).
Pour plus de détails, voir Fiche technique et Distribution.
Batman: The Killing Joke est un film d'animation américain réalisé par Sam Liu, sorti directement en vidéo en 2016, 27e film de la collection DC Universe Animated Original Movies.
Le film est une adaptation du roman graphique du même nom écrit par Alan Moore, dessiné par Brian Bolland et publié par DC Comics en 1988.

## Synopsis
Barbara Gordon traque les criminels de Gotham City dans le costume de Batgirl. Une nuit, elle tente d'arrêter des braqueurs seule mais échoue. Batman intervient et capture l'un des voleurs en fuite. Les deux justiciers identifient l'organisateur : Paris Franz, neveu du parrain du crime Lord Francesco, qu'il souhaite évincer pour prendre sa place, et qui commence à être obsédé par Batgirl. Batman demande à sa protégée de le laisser faire mais elle refuse. Quand Franz piège Batgirl en la menant vers le cadavre de Francesco, Batman lui interdit de s'impliquer dans l'affaire. Furieuse, Batgirl commence à frapper Batman et le plaque au sol avant de l'embrasser, puis ils couchent ensemble. La nuit sème la confusion dans la relation entre Batman et Batgirl. Franz se manifeste à nouveau, piégeant Batman, et Batgirl intervient mais manque de le tuer. Barbara se rend compte que Batman avait raison et abandonne son costume.
Trois mois plus tard, Batman est appelé sur une ancienne scène de crime que tout désigne comme étant perpétré par le Joker, présentement détenu à l'Asile d'Arkham. En lui rendant visite, Batman découvre que le criminel s'est échappé et a mis une doublure à sa place. Le Joker est allé acquérir le terrain d'une fête foraine abandonnée afin d'organiser un grand événement. Peu après, il surgit devant la porte de l'appartement de Barbara Gordon, qu'il blesse d'une balle dans le ventre, avant d'enlever le commissaire Gordon qui se trouvait là. Barbara est retrouvée nue, la balle coincée dans sa colonne vertébrale, la privant de l'usage de ses jambes. Batman commence à traquer le Joker mais ses contacts habituels ne sont au courant de rien.
Alors que le Joker torture le commissaire avec ses hommes de main, d'anciens monstres de foire, une partie de son passé, potentiellement fantasmé, est dévoilé. Il était un ingénieur qui a quitté son poste dans une usine de produits chimiques pour tenter sa chance comme comique. Devant ses échecs, son seul soutien est Jeannie, sa femme enceinte de six mois. À court d'argent, il accepte de participer à l'infiltration de l'usine où il travaillait pour atteindre les bureaux de l'entreprise voisine. Son rôle sera de guider les criminels sur les lieux, sous le costume du Red Hood. Peu avant l'opération, il apprend la mort accidentelle de sa femme et songe à abandonner. Sur place, ils sont surpris par un garde, qui abat les deux braqueurs. Batman apparait et en tentant d'attraper le Red Hood vivant, il provoque sa chute dans une cuve de produits chimiques. L'homme ressort par les égouts, le visage défiguré par les produits avec la peau blanche, les cheveux verts et la bouche déformée en un grand sourire. En voyant son reflet dans une flaque, il sombre dans la folie. Le Joker affirmera par la suite avoir plusieurs versions de son passé, ce qui met le doute sur la véracité de ces passages.
Batman retrouve le Joker dans la fête foraine après que le clown lui a envoyé une invitation et affronte les sbires qui sont les anciens monstres de foire. Il retrouve Gordon, torturé mais encore sain d'esprit, qui lui demande d'attraper le clown « dans les règles ». Batman poursuit le Joker, qui lui explique son idée : montrer que n'importe qui peut basculer comme lui à cause d'une seule « mauvaise journée » et que Batman et lui ne sont pas si différents.
Batman arrête le Joker, lui fait réaliser son échec, mais qu'il est encore prêt à l'aider dans sa rédemption. Le Joker refuse, estimant qu'il est trop tard pour lui, et la situation lui rappelle une blague. Alors qu'il éclate de rire à la chute, Batman commence lui aussi à s'esclaffer.
Une scène post-générique montre Barbara dans un fauteuil roulant, allumant un ordinateur. Elle est devenue Oracle.

## Fiche technique
- Titre original : Batman: The Killing Joke
- Réalisation : Sam Liu
- Scénario : Brian Azzarello, d'après le roman graphique d'Alan Moore et Brian Bolland, et les personnages de DC Comics
- Musique : Kristopher Carter, Michael McCuistion et Lolita Ritmanis
- Direction artistique du doublage original : Wes Gleason
- Son : Robert Hargreaves, John Hegedes, Mark Keatts
- Montage : Christopher D. Lozinski
- Animation : The Answer Studio
- Production : Sam Register et Bruce Timm
- Sociétés de production : Warner Bros. Animation et DC Entertainment
- Société de distribution : Warner Home Video
- Pays de production :  États-Unis
- Langue originale : anglais
- Genre : animation, super-héros
- Durée : 76 minutes
- Dates de sortie :
  - États-Unis : 22 juillet 2016 (avant-première au Comic-Con de San Diego)
  - États-Unis : 25 juillet 2016
  - France : 3 août 2016
- Classification :  R (interdit -17 ans) aux États-Unis, Accord parental en France

 Sauf indication contraire, les informations mentionnées dans cette section peuvent être confirmées par les bases de données cinématographiques IMDb et Allociné,  présentes dans la section « Liens externes ».

## Distribution
- Kevin Conroy (VF : Emmanuel Jacomy) : Batman / Bruce Wayne
- Mark Hamill (VF : Marc Saez) : le Joker
- Ray Wise (VF : Gabriel Le Doze) : le commissaire James Gordon
- Tara Strong (VF : Véronique Picciotto) : Batgirl / Barbara Gordon
- Brian George (VF : Jacques Ciron) : Alfred Pennyworth
- Robin Atkin Downes (VF : Jean-Claude Sachot) : l'inspecteur Bullock
- Rick Wasserman (VF : Frédéric Souterelle) : Maroni
- Maury Sterling (VF : Axel Kiener) : Paris Frantz
- John DiMaggio (VF : Vincent Grass) : Oncle Francesco
- Anna Vocino (VF : Dominique Vallée) : Jeannie
- JP Karliak (VF : Benoît Rivillon) : Reese
- Nolan North (VF : Emmanuel Karsen) : Mitch
- Fred Tatasciore (VF : Michel Elias) : le propriétaire de la fête foraine
Version française
  - Société de doublage : Deluxe
  - Direction artistique : Marc Saez
  - Adaptation : Brigitte Duquesne et Henry-Paul Steimen

 Source : voix originales et françaises sur Latourdesheros.com.

## Production

### Genèse et développement
Le film est officiellement annoncé en juillet 2015 au Comic-Con de San Diego, lors de la présentation de La Ligue des justiciers : Dieux et Monstres.

### Choix des interprètes
L'acteur Mark Hamill prête à nouveau sa voix au Joker, après notamment la série d'animation de 1992, Batman contre le fantôme masqué, Batman: New Times et les jeux vidéo Batman: Arkham Asylum, Batman: Arkham City et Batman: Arkham Knight. Kevin Conroy a quant à lui déjà prêté sa voix à Batman dans la série d'animation de 1992, puis dans celle de 1997, Batman, la relève, La Ligue des justiciers, Batman : Contes de Gotham, ainsi que dans la série de jeux vidéo Batman: Arkham. Tara Strong a auparavant prêté sa voix à Barbara Gordon dans Batman, la relève : Le Retour du Joker (2000), Gotham Girls (2000), Batman : La Mystérieuse Batwoman (2003) et Prenez garde à Batman ! (2013).

## Accueil

### Sortie
Le film est projeté en avant-première mondiale le 22 juillet 2016 au Comic-Con de San Diego. Il a une exploitation limitée en salles de cinéma et le DVD/Blu-ray sort le 25 juillet 2016 aux États-Unis.

### Accueil critique
Le film reçoit des critiques mitigées, le principal point négatif visant le prologue et les changements apportés à la relation entre Batman et Batgirl,.
Ben Travers, pour Indiewire, déplore que Batgirl soit réduit à un cliché de comics de femme complexe. Tommy Cook de Collider décrit le ton de ce prologue comme écrit de force pour coller à The Killing Joke. Plus généralement, les critiques et les fans trouvent la première moitié du film inutile et sans intérêt pour la deuxième partie.
Le scénariste Brian Azzarello défend son choix : « Le fait est que c'est controversé, donc on a rajouté plus de controverses. »
Sur SensCritique, le film reçoit la note moyenne de 6⁄10.